# ホセ・フェルナンデス (右投手)
ホセ・デルフィン・フェルナンデス・ゴメス（José Delfín Fernández Gómez、1992年7月31日 - 2016年9月25日）は、キューバ共和国ビジャ・クララ州サンタ・クララ出身のプロ野球選手（投手）。右投右打。
MLBのマイアミ・マーリンズに所属したが、後述の事故により24歳で死亡した。

## 経歴

### プロ入り前
キューバのサンタ・クララで生まれ育った。アレドミス・ディアスと同じ少年野球チームに所属し、メジャーリーグベースボール(MLB)の選手になる夢を持つ。アメリカ合衆国への亡命に2005年から3度失敗。刑務所に服役した。
2008年に母親、妹と共にボートでキューバから4度目の逃亡を試みた。しかし途中、荒波に母親がさらわれて海に落ち、当時15歳のフェルナンデスは海に飛び込み母親を救出した。その後、メキシコを経由してアメリカ合衆国に亡命を果たす。フロリダ州タンパにあるブラウリオ・アロンソ高等学校に入学し、3度のノーヒットノーランを記録した。

### プロ入りとマーリンズ時代
2011年のMLBドラフト1巡目（全体14位）でフロリダ・マーリンズから指名され、プロ入り。順調にマイナーリーグを駆け上がる。
2012年にはオールスター・フューチャーズゲームにも出場した。ベースボール・アメリカ誌の有望株ランキング2013年版では、メジャー全体で5位にランクされた。
2013年は前年の終盤ではA+級ジュピター・ハンマーヘッズで出場していたが、飛び級でメジャーリーグに昇格。4月7日のニューヨーク・メッツ戦で先発でメジャーデビューを果たし、5回を1四球、8奪三振、1失点で勝敗はつかなかった。5月4日のフィラデルフィア・フィリーズ戦で7回を1四球、9奪三振、無失点でメジャー初勝利を記録した。同年7月16日、MLBオールスターゲームにも選ばれ、ナショナル・リーグの5番手として登板。ダスティン・ペドロイアを見逃し三振、昨年の三冠王ミゲル・カブレラを内野フライ、オールスター時ホームラン数トップのクリス・デービスを空振り三振に切り、1イニングを無失点に抑えた。同年シーズンは防御率2.19・12勝・WHIP0.98を記録し、11月11日に、ナショナルリーグのルーキー・オブ・ザ・イヤーを受賞した。ナショナルリーグのサイ・ヤング賞の投票ではクレイトン・カーショウ、アダム・ウェインライトに次ぐ3位になった。
2014年5月16日、トミー・ジョン手術を受け、2014年の残りのシーズンを欠場することが決まった。そのため、この年は8試合の先発登板に留まったが、投げた試合では総じて支配的なピッチングを見せており、防御率2.44・4勝2敗・WHIP0.95・奪三振率12.2という好成績を残した。
2015年、アメリカ合衆国の市民権を取得。6月6日から実戦復帰してマイナーで5試合に登板し、7月2日のサンフランシスコ・ジャイアンツ戦でメジャー復帰し、6回3失点で勝利投手となり、復活を果たした。この年は11試合に先発登板し、メジャーデビューから3年連続3.00未満&勝ち越しとなる防御率2.92・6勝1敗・WHIP1.16という素晴らしい数字を残した。また、64.2イニングで79三振を奪い、奪三振率は3年連続で9.0を超える圧倒的な三振奪取能力を見せつけた。
2016年は前半戦から優れた成績を挙げ、オールスターゲームに選出された。7月18日のフィラデルフィア・フィリーズ戦で先発投手として史上最速となる通算400投球回での500奪三振を達成。9月14日、敵地でのアトランタ・ブレーブス戦で、5対4とマーリンズがリードして迎えた7回、打席のフェルナンデスに対してホセ・ラミレスが投じた1球目が頭部後方を通過する危険球となる。フェルナンデスが激昂し、両チームのベンチから選手が飛び出して両軍が揉み合いの乱闘になり、試合は一時中断した。この騒乱の前には、ブレーブス先発のフリオ・テヘランが6回にマーリンズのマーティン・プラドに対して死球、直後の裏の回にはフェルナンデスがブレーブスのニック・マーケイキスに死球を与えていた。フェルナンデスは試合後、マーケイキスの死球について「ボールが手から滑り、彼に当ててしまった」と故意ではなかったことを説明し、「あれがわざとだと考え、俺にぶつけたいと思ったのなら、ぶつければいい。俺は気にしないし、それも野球の一部だよ。でも頭は狙うな。俺には家族がいるんだ」と続け、怒りを顕わにしている。9月20日にはワシントン・ナショナルズ戦に登板して8回を12奪三振、無四球、無失点に抑えて勝ち投手となり、試合後に「これまでで最高の出来だった」とコメントした。次回の登板予定は中4日の同月25日だったが、ポストシーズン進出の可能性が低くなったため、翌26日に変更されていた。
同年シーズンは防御率2.86・16勝・253奪三振を挙げる活躍を見せていた。

### 突然の死
9月25日未明にマイアミビーチ付近で発生したボート事故により死去。24歳没。午前3時すぎに沿岸警備隊が岩礁に乗り上げて転覆した高速ボートを発見。現場の状況からフルスピードで岩に激突したとみられている。ボートにはフェルナンデスの他に友人男性2人が乗っており、3人全員の死亡が確認された。3人全員がアルコールを摂取していた疑いがある。
マーリンズは当日の試合の中止を発表。他の14試合が行われた球場では黙祷が捧げられた。フェルナンデスはガールフレンドが妊娠中であり、子の誕生を待つ身であった。会見したデビッド・サムソン球団社長は、「彼の家族と、もうすぐ産まれる娘のために祈りをささげたい。キューバからの亡命に3回失敗しても諦めず、野球への愛と情熱にあふれていた」と話した。翌26日のニューヨーク・メッツ戦ではマーリンズの選手全員がフェルナンデスの背番号16をつけてプレーした。
フェルナンデスの突然の死が地元フロリダ・マイアミに与えた衝撃は大きく、マーリンズ・パークに続く道の名を｢ホセ・フェルナンデス大通り(Jose Fernandez Avenue)｣とする案をマイアミ市委員会は全会一致で可決して、マイアミ・デイド郡委員会の投票にかけられることが決定したほか、マイアミ・ドルフィンズは試合前に黙祷を捧げ、マイアミ・ヒートはプレシーズンマッチのウォームアップでフェルナンデスの頭文字と背番号をあしらったTシャツを着用、フロリダ・パンサーズは開幕戦のウォームアップでフェルナンデスの背番号16のユニフォームを身に着けるなど、追悼の動きが拡がった。また、大統領選を控えたヒラリー・クリントンはフロリダ州の選挙集会でフェルナンデスについてコメントし、｢彼は夢を叶えるためアメリカに来て、最高の野球選手の1人となった｣と敬意を表した。
10月2日、フェルナンデスの遺灰は家族によりマイアミの海にまかれた。フェルナンデスは海とマイアミの街を愛していた。
10月21日、マイアミ・ヘラルド紙はフェルナンデスの母親から届いた長文のメッセージを公開した。周囲のサポートへの深い感謝、球団関係者やチームメイト、代理人への感謝にとどまらず、自治体・コミュニティ、警察関係者、葬儀に尽力した人々、霊柩車の通る沿道に集まった人、花を贈った人、フェルナンデスを愛したすべての人に感謝する内容で、最後に天国にいる息子への言葉で締めくくられている。
10月29日、マイアミ・デイド郡検視局がボートで事故死した3人の死亡報告書を発表し、フェルナンデスの体内からコカインとアルコールが検出されたことが明らかになった。血中アルコール濃度は0.147で、法定基準値0.08の約2倍。友人2人からもアルコールが検出されたがいずれも基準値内、うち1人からはコカインも検出されている。

## 選手としての特徴
若手ながらエース級の活躍を見せ、将来を嘱望されていた超有望株。
スリークォーターから投じる、最速100.2mph（約161.3km/h）・平均約95mph（約153km/h）のフォーシーム、平均約83mph（約134km/h）の切れ味鋭いスラーブが、投球の8割超を占める。その他に平均約87mph（約140km/h）のチェンジアップ、稀に平均93mph（約150km/h）のツーシームを投げ分けている。通算奪三振率は11.2を記録している。通算与四球率が2.7と低く、制球力に定評があった。また、通算被本塁打率が0.6と優秀である。
打撃センスも高く、代打起用されてタイムリー二塁打を放っているほか、2016年シーズンの打率は2割5分を記録するなど定評があった。

## 人物
2008年に母(Maritza Fernandez)、妹(Yadenis Jimenez)と共にキューバからアメリカ合衆国に亡命した。キューバで医師をしていた継父(Ramon Jimenez)は先に亡命してフロリダ州に拠点を構えていた。一家は絆が強いことで知られ、特に母と祖母(Olga Fernandez)がフェルナンデスを応援する姿がよく見られた。他に年の離れた妹(Saleth Jimenez)がおり、とても可愛がっていた。プロ入り直後から交際していた女性と2015年に婚約するも破局。その後、親友を通じて出会った女性(Maria Arias)と交際を始め、2016年9月20日には、第一子の誕生が近いことを明かした。8月には性別が女児と判明しており、フェルナンデスはペネロペと名付ける予定でいた。2017年2月24日に女児が誕生、ペネロペと名付けられた。
趣味は海での魚釣り。フェルナンデスのインスタグラム(@jofez16)には友人と魚釣りを楽しむ様子や家族と過ごす写真が投稿されていた。性格は非常に陽気で、チームメイトのジャンカルロ・スタントンは｢球場を照らすライトよりも明るかった｣と表現している。2013年に新人王を獲得、肘の手術を経て、2016年には防御率2.86・16勝の活躍を見せた。その才能と明るいキャラクターで、チームを代表する投手として愛されていた。
ヒューストン・アストロズのアレドミス・ディアスとは同郷の幼馴染み。フェルナンデスが亡くなった際には、ワイルドカード争いの真っ只中だったがチームを離れて葬儀に参列している。

## 詳細情報

### 年度別投手成績
| 年 度    | 球 団    | 登 板 | 先 発 | 完 投 | 完 封 | 無 四 球 | 勝 利 | 敗 戦 | セ 丨 ブ | ホ 丨 ル ド | 勝 率 | 打 者 | 投 球 回 | 被 安 打 | 被 本 塁 打 | 与 四 球 | 敬 遠 | 与 死 球 | 奪 三 振 | 暴 投 | ボ 丨 ク | 失 点 | 自 責 点 | 防 御 率 | W H I P |
| -------- | -------- | ----- | ----- | ----- | ----- | -------- | ----- | ----- | -------- | ----------- | ----- | ----- | -------- | -------- | ----------- | -------- | ----- | -------- | -------- | ----- | -------- | ----- | -------- | -------- | ------- |
| 2013     | MIA      | 28    | 28    | 0     | 0     | 0        | 12    | 6     | 0        | 0           | .667  | 681   | 172.2    | 111      | 10          | 58       | 5     | 5        | 187      | 3     | 1        | 47    | 42       | 2.19     | 0.98    |
| 2014     | MIA      | 8     | 8     | 0     | 0     | 0        | 4     | 2     | 0        | 0           | .667  | 205   | 51.2     | 36       | 4           | 13       | 1     | 0        | 70       | 2     | 1        | 19    | 14       | 2.44     | 0.93    |
| 2015     | MIA      | 11    | 11    | 0     | 0     | 0        | 6     | 1     | 0        | 0           | .857  | 265   | 64.2     | 61       | 4           | 14       | 0     | 2        | 79       | 2     | 0        | 21    | 21       | 2.92     | 1.16    |
| 2016     | MIA      | 29    | 29    | 0     | 0     | 0        | 16    | 8     | 0        | 0           | .667  | 737   | 182.1    | 149      | 13          | 55       | 6     | 6        | 253      | 9     | 1        | 63    | 58       | 2.86     | 1.12    |
| MLB：4年 | MLB：4年 | 76    | 76    | 0     | 0     | 0        | 38    | 17    | 0        | 0           | .691  | 1888  | 471.1    | 357      | 31          | 140      | 12    | 13       | 589      | 16    | 3        | 150   | 135      | 2.58     | 1.05    |

### 表彰
- 新人王 （2013年）
- MLBオールスターゲーム選出：2回 （2013年、2016年）
- ルーキー・オブ・ザ・マンス：2回 （2013年7月、8月）
- プレイヤーズ・チョイス・アワーズ優秀新人 （2013年）
- ピッチャー・オブ・ザ・マンス：1回 （2014年4月）
- カムバック賞：1回（2016年）[35]

### 背番号
- 16 （2013年 - 2016年）